# ترابوکو کانیون (کالیفرنیا)
ترابوکو کانیون (به انگلیسی: Trabuco Canyon) یک منطقهٔ مسکونی در ایالات متحده آمریکا است که در شهرستان اورنج، کالیفرنیا واقع شده‌است.